# Podogaster mariae
Podogaster mariae là một loài tò vò trong họ Ichneumonidae.